# Ted Thwaites
Pour les articles homonymes, voir Osborne.
Ted Thwaites est un dessinateur américain d'origine britannique.

## Biographie
Ted Thwaites naît le 29 mai 1886 à Bradford en Angleterre. Il émigre aux États-Unis en 1909. Avant 1932, il réalise des illustrations pour des journaux et des dessins animés. Cette année-là, il entre aux Studios Disney.
Il est connu pour avoir encré les dessins de Floyd Gottfredson et Manuel Gonzales parus dans les publications hebdomadaires et quotidiennes de Mickey Mouse entre 1932 et 1940. Il meurt en novembre 1940.